# سد سفید کمر ۲
سد سفید کمر ۲ یکی از سدهای در حال بهره‌برداری استان زنجان است.